# Nilla
Nilla är en svensk socialrealistisk TV-serie från 1983 i regi av Margita Ahlin. Manus skrevs av Ingmar Glanzelius och Mia Eriksson. Serien som var i sex avsnitt visades i TV2 med start 28 september 1983.

## Rollista
- Monica Edwardsson – Nilla
- Thomas Nystedt – Steve
- Sven Wollter – Rolf Lind
- Barbro Oborg – Marika Sirpanen
- Carl Kjellgren – Benny
- Bodil Mårtensson – Monika
- Arne Augustsson – Nacka
- Ulla-Britt Norrman – Kristin
- Yvonne Schaloske – kompis
- Kerstin Widgren – socialdirektören
- Maria Hörnelius – sjukhus och mödravårdspersonal
- Margreth Weivers – mödravårdspersonal
- Martin Berggren – läkare
- Sten Ljunggren – sjukhuspersonal
- Lennart Hjulström – sjukhuspersonal
- Irma Erixson – sjukhuspersonal
- Wallis Grahn – sjukhuspersonal
- Anders Janson – sjukhuspersonal
- Barbro Kollberg – sjukhuspersonal
- Gun Jönsson – personal, Trollmossen
- Iwar Wiklander – personal, Trollmossen
- Rune Turesson – personal, Trollmossen
- Åsa-Lena Hjelm – personal, Trollmossen
- Roland Janson – fastighetsskötare
- Alf Nilsson – hunduppfödare
- Tommy Johnson – politiker
- Tomas Bolme – politiker
- Sven Holmberg – politiker
- Jonas Falk – en i gänget
- Ulf Dohlsten – en i gänget
- Jan-Erik Emretsson – en i gänget
- Rune Jansson – en i gänget
- Jussi Larnö – en i gänget
- Totta Näslund – arbetskamrat
- Christer Fjällström – polis
- Evert Lindkvist – torsk
- Harald Bagarn Andersson – frälsningssoldat